# Scooby Doo i król goblinów
Scooby Doo i król goblinów (ang. Scooby Doo and the Goblin King) – 17. film animowany i 12. animowany pełnometrażowy z serii Scooby Doo. Wyprodukowany w roku 2008, następca filmu Scooby Doo i śnieżny stwór (2007). Wydany na Halloween, na podstawie odcinka serialu Szczeniak zwany Scooby Doo – Duch, który wpada na kolację. Premiera DVD nastąpiła w Stanach Zjednoczonych 16 września 2008 (dystrybucja – Warner Home Video), zaś premiera w Polsce – 24 października 2008 (dystrybucja – Galapagos Films).
Premiera filmu w Cartoon Network – 22 grudnia 2009 roku o godz. 09:05 w Świątecznym Kinie Cartoon Network.

## Fabuła
Jest noc Halloween. Scooby i Kudłaty dostają zadanie dostać się do magicznego świata pełnego goblinów i odebrać berło goblinów, ale muszą działać szybko, albo zostaną tam na zawsze. Księżniczka wróżek przybywa na Ziemię, lecz zostaje porwana i tylko Fred, Daphne i Velma muszą ją uratować. Czy Scooby i Kudłaty wydostaną się z magicznego świata i pomogą reszcie w walce z goblinami i ratowaniu księżniczki wróżek?

## Obsada
- Frank Welker –
  - Scooby Doo,
  - Fred Jones
- Casey Kasem – Kudłaty Rogers
- Mindy Cohn – Velma Dinkley
- Grey DeLisle – Daphne Blake
- Wayne Knight – Nieziemski Krudsky
- Jay Leno – Jack Dyńka
- Wallace Shawn – pan Brian Gibbles
- James Belushi – Glob
- Larry Joe Campbell – Glum
- Tim Curry – król goblinów
- Hayden Panettiere – księżniczka wróżek
- Lauren Bacall – wiedźma

## Wersja polska
W wersji polskiej wystąpili:
- Ryszard Olesiński – Scooby Doo
- Jacek Kopczyński – Fred
- Jacek Bończyk – Kudłaty
- Agata Gawrońska-Bauman – Velma
- Beata Jankowska-Tzimas – Daphne
- Joanna Pach – księżniczka wróżek
- Paweł Szczesny – Krudsky
- Aleksander Mikołajczak – Gibbles
- Leszek Zduń – Jack Dyńka
- Adam Bauman – król goblinów
- Cezary Kwieciński – Glob – goblin #1
- Jarosław Domin – Glum – goblin #2
- Elżbieta Gaertner – wiedźma
- Marek Bocianiak

Wersja polska: Master Film

Reżyseria: Agata Gawrońska-Bauman

Dialogi polskie: Dorota Filipek-Załęska

Dźwięk: Jacek Marcinkowski i Jakub Lenarczyk

Montaż: Gabriela Turant-Wiśniewska

Kierownictwo produkcji: Katarzyna Fijałkowska

Kierownictwo muzyczne: Eugeniusz Majchrzak

Teksty piosenek: Andrzej Brzeski

Śpiewali: Aleksander Mikołajczak, Wojciech Machnicki, Janusz Wituch oraz Katarzyna Łaska, Magdalena Tul, Anna Sochacka, Paweł Hartlieb, Maciej Molęda, Artur Bomert